# Skolopendra paskowana
Skolopendra paskowana (Scolopendra cingulata) – gatunek skolopendry. Jest największą i najmasywniejszą skolopendrą zamieszkującą Europę. Dorosłe osobniki dochodzą nawet do 14 cm długości. Jest zwierzęciem nokturalnym i nie lubi ostrego światła, poluje w nocy. Gatunek ten pochodzi z umiarkowanie wilgotnego (75%), górzystego środowiska, temperatura optymalna to ok. 26 °C, Można je spotkać pod wszelakiego rodzaju skałami i kamieniami gdzie się kryją przed słońcem. Występuje wiele odmian barwnych, między innymi najpopularniejsza z pomarańczową głową, wraz ze szczękami, pomarańczowo-zielonym grzbiet i żółtymi nogami, poprzez głowę wraz z grzbietem oliwkowo-zielonej barwy przechodzącej w brąz ku końcowi tułowia, czułki niebieskie, zbudowane z 17-18 odcinków, z 6 pierwszymi połyskującymi, nogi żółte u podstaw, dalej zielonkawe. Spotykane są również odmiany z pomarańczowymi nogami.

## Warunki naturalne
Scolopendra cingulata jako jeden z niewielu gatunków skolopendr zamieszkuje Europę południową – wzgórza oraz góry Hiszpanii, Francji, Włoch, Grecji, a także Afryka płn. Praktycznie cały rejon śródziemnomorski, spotykana jest również w Afryce środkowej.

## Synonimy
- Rhombocephalus parvus (Newport, 1845)
- Rhombocephalus viridifrons Newport, 1844)
- Scolopendra banatica (C.L. Koch, 1847)
- Scolopendra cingulatoides (Newport, 1844)
- Scolopendra doriae (Pirotta, 1878)
- Scolopendra fulva (Gervais, 1847)
- Scolopendra graeca (C.L. Koch, 1847)
- Scolopendra hispanica (Newport, 1845)
- Scolopendra italica (C.L. Koch, 1837)
- Scolopendra nigrifrons (C.L. Koch, 1847)
- Scolopendra obscura (C.L. Koch, 1863)
- Scolopendra penetrans (C.L. Koch, 1847)
- Scolopendra pulchra (C.L. Koch, 1847)
- Scolopendra savignyii (Newport, 1845)
- Scolopendra venefica (L. Koch, 1856)
- Scolopendra violantis (Pirotta, 1878)
- Scolopendra zonata (C.L. Koch, 1847)
- Scolopendra zwickiana (C.L. Koch, 1863)
- Scolopendra cingulata caeruleolimbata (Verhoeff, 1901)
- Scolopendra cingulata krüperi (Verhoeff, 1901)
- Scolopendra cingulata thracia (Verhoeff, 1928)